# Neosaropogon princeps
Neosaropogon princeps är en tvåvingeart som först beskrevs av Macquart 1848.  Neosaropogon princeps ingår i släktet Neosaropogon och familjen rovflugor. Inga underarter finns listade i Catalogue of Life.